# Walter Riedschy
Walter Riedschy (16 aprile 1925 – 5 aprile 2011) è stato un calciatore tedesco, di ruolo centrocampista.

## Carriera

### Club
Giocò per sette anni nel SV Saar 05 Saarbrücken collezionando oltre cento presenze.

### Nazionale
Nella nazionale della Saar giocò una sola partita senza segnare nessuna rete.